# Matthias Vollmer
Matthias Vollmer (* 1962 in Bielefeld) ist ein deutscher Linguist und Hochschuldozent.

## Leben
Matthias Vollmer studierte bis 1991 Germanistik, Geschichte und Psychologie an der Universität Bielefeld und wurde dort 1996 promoviert. Seit 1998 ist er wissenschaftlicher Mitarbeiter am Pommerschen Wörterbuch, zuerst bei der Sächsischen Akademie der Wissenschaften zu Leipzig und ab 1999 am Institut für Deutsche Philologie der Universität Greifswald. Im Januar 2014 habilitierte er sich mit einer Arbeit zu den ostpommerschen Dialekten und übernahm wenig später die Leitung des Pommerschen Wörterbuchs. Von 2016 bis 2020 leitete er zudem das DFG-Projekt „Digitales vorpommersches Flurnamenbuch“.

## Ehrungen
1998 verlieh der Senat der Freien und Hansestadt Hamburg Matthias Vollmer den Agathe-Lasch-Preis für seine namenkundliche Dissertationsschrift.

## Schriften
- Flurnamenatlas der Stadt Spenge. Bielefeld 1995
- Zur Mikrotoponymie eines ostwestfälischen Ortspunktes. Lage 1996
- Pommersches Wörterbuch. Herausgegeben von Renate Herrmann-Winter und Matthias Vollmer, Band I (A–K), Berlin 2008, ISBN 978-3-05-004489-7
- Das pommersche Wörterbuch von Georg Gotthilf Jacob Homann (1774–1851). Eine Sammlung pommerisch-deutscher Wörter und Redensarten. Berlin 2018, ISBN 978-3-631-76258-5
- (mit Katharina Oelze) Flurnamen in Vorpommern. Ein Namenlexikon. Berlin 2025.